# Corridinho

Le corridinho est une danse traditionnelle portugaise originaire de la région de l'Algarve, signifiant « petite course ».
Cette course est dansée en couples, qui s'enlacent en formant un cercle. La femme reste à l’intérieur, tandis que l'homme trace l’extérieur du cercle. En tournant, le couple se déplace côte-à-côte. Lorsque la musique a un rythme plus élevé, les danseurs frappent plus fort du pied en arrêtant le mouvement circulaire, pour le reprendre ensuite.
Comme c'est une danse traditionnelle du Portugal, elle peut également être vue dans les anciennes colonies de ce pays, telles que dans les villes indiennes de Goa, Daman et Diu, Dadra et Nagar Haveli, ainsi que dans certaines parties de Ceylan au Sri Lanka, ou à Macao en Chine.